# 一原みう
一原 みう（いちはら みう）は日本の小説家。

## 略歴
千葉県在住。『水恋花』で第160回コバルト短編小説新人賞受賞の後、『大帝の恋文』で、2013年度ロマン大賞を受賞し、デビュー。元ロシア、サンクトペテルブルグ在住で、帝政ロシアや欧州を中心とした歴史作品を得意とする。

## 作品リスト

### 集英社コバルト文庫
- ロマノフ大公女物語 大帝の恋文（装画：真敷ひさめ、2014年3月1日）ISBN 978-4-08-601794-7
- 皇女アナスタシア ～もう一つの物語～（装画：凪かすみ、2014年10月31日）ISBN 978-4086018357
- 嘘つきたちの輪舞（装画：カズアキ/凪 かすみ/雲屋ゆきお、2015年7月31日）ISBN 978-4086018692

錬金術師シリーズ
（3巻から集英社eコバルト文庫より配信）
- 錬金術師は終わらぬ夢をみる ～ゆがみの王国のセラフィーヌ～（装画：凪かすみ、2017年6月30日）ISBN 978-4086080439
- 錬金術師は禁じられた現を超える ～マンドラゴラの妙薬と人魚姫の恋～（装画：凪かすみ、2018年2月1日）ISBN 978-4086080620
- 【電子オリジナル】錬金術師はガラスの靴で踊る ～ヴェルサイユ宮殿とサンドリヨンの謎～（装画：凪かすみ、2018年09月28日）
- 【電子オリジナル】錬金術師はヴァルプルギスの夜に集う ～お菓子の家と魔女の塗り薬～（装画：凪かすみ、2019年01月25日）
- 【電子オリジナル】錬金術師は眠れる恋の謎をとく ～黒衣の魔女たちと仮面舞踏会～（装画：凪かすみ、2019年05月31日）
- 【電子オリジナル】錬金術師は終わらぬ夢から醒める ～賢者の石とカンタレラ～（装画：凪かすみ、2019年09月27日）

妖精の庭シリーズ
- 【電子オリジナル】妖精の庭 薔薇の下で（装画：凪かすみ、2020年10月30日）
- 【電子オリジナル】妖精の庭 薔薇と動物たちの戯曲（装画：凪かすみ、2021年01月29日）

集英社オレンジ文庫
- マスカレード・オン・アイス（装画：知子、2016年1月20日）ISBN 978-4086800594
- 私の愛しいモーツァルト（装画：井上 のきあ、2017年11月17日）ISBN 978-4086801591
- あなたの人生、交換します The Life Trade（装画：上条 衿、2018年3月20日）ISBN 978-4086801843
- 祭りの夜空にテンバリ上げて（装画：オオタガキ フミ、2021年3月19日）ISBN 978-4086803700

アンソロジー
「」内が一原みうの作品
- 新釈 グリム童話-めでたし、めでたし？-（装画：井上のきあ、集英社オレンジ文庫、2016年3月18日）ISBN 978-4-08-680072-3 「A Cinderella Story」

### WebマガジンCobalt
- 幸福のみつけかた（装画：小野少年、2018年3月）